# Nadeschda Alexandrowna Jewstjuchina
Nadeschda Alexandrowna Jewstjuchina (russisch Надежда Александровна Евстюхина, * 27. Mai 1988 in Balaschicha) ist eine russische Gewichtheberin. Etwa seit 2006 startet sie international in der 75-kg-Gewichtsklasse.

## Karriere
Bei den Weltmeisterschaften 2006 hatte sie mit 267,0 kg eine Silbermedaille erzielt und sich bei den Weltmeisterschaften 2007 auf 278 kg gesteigert, was ihr den dritten Platz einbrachte. Diesen Erfolg wiederholte sie nach Leistungssteigerung auf 283 kg auch bei den Weltmeisterschaften 2010. Die Weltmeisterschaften 2011 brachten ihr dann mit 293 kg eine weitere Steigerung um 10 kg und den Weltmeistertitel. (Alle Angaben für die Zweikampfwertung.) Die dabei am 10. November 2011 erzielten 163 kg im Stoßen stellen eine Verbesserung ihres eigenen Weltrekords um 1 kg dar; die 162 kg hatte sie am 16. April 2011 in Kasan erreicht und damit Swetlana Podobedowa, die seit 28. November 2009 Weltrekordhalterin gewesen war, „entthront“.
Bereits im Jahre 2006 erzielte sie in der 69-kg-Klasse 265,0 kg Zweikampfleistung und wurde damit Junior-Weltmeisterin, nachdem sie 2005 mit 240,0 kg Vize-Weltmeisterin der Junioren geworden war.

## Doping
Am 31. August 2016 wurde ihr aufgrund eines positiven Doping-Nachtests die Bronzemedaille von den  Olympischen Sommerspielen 2008 in Peking nachträglich aberkannt.